# Liv (nombre)
Liv es un nombre de pila  femenino de origen escandinavo, su origen es del nórdico antiguo "hílf" el cual significa "protección" o "refugio", En los idiomas sueco, noruego y danés actuales significa "vida".
El nombre es principalmente usado en Noruega y en menor frecuencia en Suecia y Dinamarca.
El santoral de Liv es festejado el 2 de octubre en Noruega y el 12 de abril en Suecia.
Liv es un pronombre en inglés para el nombre Olivia.

## Historia
La historia del nombre data desde el hecho de la mitología nórdica, Líf (Liv actual) y Líftharsir, una pareja humana sobrevivientes al Ragnarök (fin del mundo) los cuales se salvaron al estar escondidos entre las raíces del árbol de la vida Yggdrasil, y los que ayudarán a renacer a la humanidad.